# Паранестион (дим)
Паранестион (греч. Δήμος Παρανεστίου) — община (дим) в Греции, в горах Родопах, на северо-востоке периферийной единицы Драма в периферии Восточная Македония и Фракия. Административный центр — Паранестион. Димархом на местных выборах 2019 года избран Анастасиос Кайяоглу (Αναστάσιος Καγιάογλου). Площадь 1029,392 км². Население 3901 человек по переписи 2011 года. Плотность 3,79 человека на квадратный километр. Входит в пять муниципалитетов Греции с самой низкой плотностью населения.

Карта общины:
1 — Паранестион
2 — Никифорос

Община Паранестион создана 21 марта 1994 года (ΦΕΚ 39Α). 7 июня 2010 года (ΦΕΚ 87Α) к общине присоединена упразднённая община Никифорос.

## Президенты сообщества Паранестион
- 1979—1986: Николаос Акритидис (Νικόλαος Ακριτίδης)
- 1987—1990: Параскевас Пултидис (Παρασκευάς Πουλτίδης)
- 1991—1994: Стилианос Орфанидис (Στυλιανός Ορφανίδης)[4]

## Список димархов
- 1995—2002: Стилианос Орфанидис (Στυλιανός Ορφανίδης). Избран в 1994 году с 55,62 % проголосовавших и снова в 1998 году с 65,22 % проголосовавших.
- 2003—2010: Александра-Марина Сотирьяду (Αλεξάνδρα Μαρίνα Σωτηριάδου). Адвокат, родилась в 1966 году и является первой женщиной-димархом Паранестиона. Была избрана на муниципальных выборах 2002 года и переизбрана в 2006 году[5].
- 2011—2014: Николаос Кайяоглу (Νικόλαος Καγιάογλου). Родился в 1943 году, президент сообщества Платания (1982—1998)[6].
- 2014—2019: Александра-Марина Сотирьяду (2-й раз). Избрана с 54,92 % проголосовавших.
- 2019 — н. в.: Анастасиос Кайяоглу (Αναστάσιος Καγιάογλου)

## Димархи общины Никифорос
С 1999 по 31 декабря 2010 года (до слияния муниципалитетов), димархами Никифороса являлись:
- 1999-2002: Павлос Хасапис (Παύλος Χασάπης)
- 2003- 2006: Николаос Кайяоглу (Νικόλαος Καγιάογλου)
- 2007-2010: Георгиос Кариотис (Γεώργιος Καριώτης)[7]

## Достопримечательности
В деревне Паранестион находится Музей естественной истории Родоп (Μουσείο Φυσικής Ιστορίας Ροδόπης).